# 3つの演奏会用練習曲
3つの演奏会用練習曲（仏:Trois études de concert、S.144/R.5）は、フランツ・リストによって作曲されたピアノ曲集である。

## 概要
着手は1845年頃で、リストがピアニストとして一線を退きヴァイマルで職に就いた1848年までに作曲され、1849年に出版された。リストより年下の叔父であるエドゥアルト（Eduard Liszt, 1817年 - 1879年）に献呈された。
練習曲ではあるが機械的な技巧や耐久力のみを要求するのではなく、甘美な詩情にあふれた曲集であり、演奏会等でも好んで演奏される。

## 曲の構成
リスト自身は各曲に題名を付けていないが、フランスで『3つの詩的なカプリース』("Trois caprices poétiques") として出版された際にそれぞれ題名が付けられ、現在もそれが広く用いられている。
- 第1曲 「悲しみ」 (Il lamento) 
アレグロ・カンタービレ、変イ長調、4/4拍子。旋律と伴奏とを弾き分ける練習曲。「ア・カプリチオ」と指示された即興的な序奏に続き、切れ切れに歌われる主題が様々な調を転々としながら変容していく。長調ではあるが、減七和音の頻出や二度下降の動機（いわゆる「ため息」モティーフ）によってメランコリックな色調を帯びている。

- 第2曲 「軽やかさ」 (La leggierezza) 
クアジ・アレグレット、ヘ短調、3/4拍子。右手の繊細なコントロールのための練習曲。三連符の伴奏に乗って、主題が様々な音形で変奏を加えられる。中盤以降はフレデリック・ショパンの練習曲 Op.25-2を思わせる急速な音形が現れる。

- 第3曲 「ため息」 (Un Sospiro) 
アレグロ・アフェットゥオーソ、変ニ長調、4/4拍子。三部形式。アルペジオと両手で旋律を歌い継いでいく練習曲。3曲の中で特に演奏機会が多く、リストの作品のなかでも有名な部類に入る。これは発表当時からのことで、弟子たちの演奏のために書いたカデンツァが複数残されている。流れるような甘美な旋律が曲を通して歌われ、後半には「タールベルクの三本の手」の技法が典型的な形で用いられる。小さな指示で、un poco agitatoの指示があるところにも注目したい。音符が上向きなところは右手で、下向きなところは左手で演奏するので、素早く手が入れ替わる難しさがある。